# The Logic Factory
The Logic Factory war eine preisgekrönte Videospielentwicklungsfirma, die 1993 von Jason und Todd Templeman gegründet wurde. Anfang 1994 stieß Thomas Blom zu den Brüdern, um mit der Entwicklung der Demo zu beginnen, die die ersten Vertriebsverträge sichern sollte. Das Unternehmen ist verantwortlich für Ascendancy (1995), ein rundenbasiertes Science-Fiction-Strategiespiel für den PC, The Tone Rebellion (1997) und Ascendancy für mobile Spiele auf der iOS-Plattform (2011). Im Juni 2014 stellte The Logic Factory die Pflege seiner Website ein und gab nach 19 Jahren die Domain frei, die seit Januar 2018 weiterhin zum Kauf angeboten wird.

## Projekte
Im Laufe des Jahres seit der Veröffentlichung der iOS-Version von Ascendancy (Januar 2011-Januar 2012) hat Logic Factory mehrere kostenlose Updates für das Spiel über den Apple iTunes App Store veröffentlicht. Diese Updates enthielten neue Funktionen für das Spiel, wie z. B. die Anordnung von Langstrecken-Schiffsbewegungen, eine Schiffsdesign-Bibliothek und grafische Verbesserungen, wie z. B. Kolonieproduktionsstatistiken, die in Form von Symbolen in der Hauptanzeige des Spiels erscheinen.
Logic Factory kündigte an, dass sie weiterhin an neuen Updates für Ascendancy iOS arbeiten würden und zwar so lange, bis das Entwicklerteam glaubt, einen angemessenen Haltepunkt erreicht zu haben. Logic Factory erklärte, dass sie an neuen Updates für Ascendancy, anderen Spielen, die in das Ascendancy-Universum passen, und Produkten arbeiten, die auf jahrelanger Forschung und Entwicklung basieren. Das Unternehmen kündigte an, Ascendancy II zu entwickeln, verriet aber noch keine Details über dessen Design und Entwicklung.